# Звонимир Станковић (лекар)
Звонимир Станковић (Лесковац, 1958) српски је лекар. Одласком др Томислава Јовановића постављен је за начелника радиолошке службе. Основну школу и гимназију завршио је у Нишу, а Медицински факултет 1984. године, такође у Нишу. По завршеном факултету дошао је 16. октобра 1985. године у Дому здравља у Вучју да би 4. маја 1986. прешао на Рерадиологије постаје 1996. Др Станковић је стручно едукован за рад на скенеру у току 1996. године код проф. др Слободана Милатовића са Медициснког факултета у Нишу. За рад на улатразвуку обучен је у склопу специјализације.